# Stipa kempirica
Stipa kempirica är en gräsart som beskrevs av Kotukhov. Stipa kempirica ingår i släktet fjädergrässläktet, och familjen gräs. Inga underarter finns listade i Catalogue of Life.